# Федеральный закон «О консолидированной финансовой отчётности»
Федеральный закон «О консолидированной финансовой отчётности» — закон Российской Федерации, принятый Государственной Думой 7 июля 2010 года. Закон обязывает российские публичные компании, кредитные и страховые организации, а также ряд иных организаций, составлять, представлять и публиковать консолидированную отчётность по международными стандартами финансовой отчетности, начиная с отчётности за 2012 год.

## История принятия
3 июля 1997 Президент РФ Б. Н. Ельцин издал указ № 278 с перечнем поручений Правительству РФ. В список «первоочередных мер» под номером 26 вошло требование «разработать и утвердить до 1 сентября 1997 г. программу перехода с 1998 года на международные стандарты бухгалтерского учета». 6 марта 1998 года Правительство утвердило «Программу реформирования бухгалтерского учета в соответствии с Международными стандартами финансовой отчетности» и взяло на себя обязательство «в течение двух лет разработать и утвердить положения (стандарты) по бухгалтерскому учету, включающие в себя основную массу требований международных стандартов». Из-за финансового кризиса 1998 года Программа не была реализована.
1 июля 2004 года Правительство РФ одобрило предложенную Министерством финансов «Концепцию развития бухгалтерского учета и отчетности в Российской Федерации на среднесрочную перспективу». Констатировав, что «сложившаяся система бухгалтерского учета и отчетности не обеспечивает в полной мере надлежащее качество и надежность формируемой в ней информации, а также существенно ограничивает возможности полезного использования этой информации», правительство решило в 2004—2007 году перевести на обязательную отчётность по МСФО крупнейшие компании страны, а в последующие три года — других хозяйствующих субъектов. И эта программа тоже провалилась. В мае 2004 года Правительство РФ внесло в Государственную Думу проект федерального закона «О консолидированной финансовой отчетности». Законопроект под номером 55792-4 был принят в первом (октябрь 2004 года) и втором (декабрь 2004 года) чтениях, а затем его принятие было заморожено.
Лишь шесть лет спустя, в начале июля 2010 года Министерство финансов возобновило законодательный процесс. Законопроект 2004 года был повторно внесен на второе чтение, и 7 июля Дума утвердила его одновременно во втором и в третьем чтениях. 14 июля 2010 закон был одобрен Советом Федерации, 27 июля подписан Президентом РФ Д. А. Медведевым, 30 июля 2010 опубликован в «Российской газете», 2 августа 2010 — в «Собрании законодательства РФ».

## Основные положения закона

### Субъекты закона
Закон возлагает обязанность составлять, представлять и публиковать консолидированную финансовую отчётность (КФО) на кредитные организации, страховые организации, и иные организации, ценные бумаги которых допущены к обращению на организованном рынке ценных бумаг. Отчитывающаяся организация могут быть отдельным юридическим лицом или группой предприятий, соответствующей определению группы в МСФО. Организации, не обязанные составлять КФО, вправе составлять её только тогда, когда это предусмотрено их учредительными документами, при этом КФО таких организаций составляется с соблюдением всех норм закона. Вопросы составления комбинированной финансовой отчётности групп предприятий, не соответствующих определению группы в МСФО, в законе не рассматриваются.
КФО составляется наряду с бухгалтерской отчётностью, регламентируемой законом «О бухгалтерском учёте», и не замещает её. В соответствии с ч. 2 ст. 2 закона, КФО безальтернативно замещает «сводную бухгалтерскую отчётность», «сводную (консолидированную) отчётность» и «баланс», представление или публикация которых требуются иными федеральными законами. Из этого следует, что обязанность составления КФО также ложится на
- всех эмитентов ценных бумаг, представляющих отчётность по требованию федерального закона «О рынке ценных бумаг»[4];
- управляющие компании банковских холдингов, сами не являющиеся кредитными организациями — по требованию закона «О банках и банковской деятельности»[4];
- клиринговые организации и лица, осуществляющие функции центрального контрагента по клирингу, — по требованию закона «О клиринге и клиринговой деятельности»[4];
- государственные корпорации «Росатом» и «Российские автомобильные дороги», — по требованию законов об их учреждении[4].

### Признание МСФО в России
КФО составляется в соответствии с международными стандартами финансовой отчётности, признанными на территории РФ. Признание МСФО возлагается на Правительство и Центральный Банк РФ. В развитие Закона, 25 февраля 2011 года Правительство РФ утвердило порядок признания на территории РФ стандартов и разъяснений стандартов международной отчётности, возложив основную ответственность на Министерство финансов.
25 ноября 2011 года Министерство финансов утвердило первый комплект русских текстов МСФО. По утверждению Минфина, «Фонд МСФО отказался от права на защиту своих авторских прав в отношении Международных стандартов финансовой отчетности на территории Российской Федерации. Фонд МСФО сохраняет за собой все права за пределами указанной территории.».
В марте 2012 года Министерство финансов учредило межведомственную рабочую группу по применению МСФО — рабочий орган по внедрению новых стандартов, уполномоченный выпускать обзоры практики применения МСФО в России. В 2012 году группа выпустила два таких обзора (ОП1-2012 и ОП2-2012 в ноябре и декабре соответственно). Право принятия и изменения самих стандартов Минфин оставил за собой.
В июле 2012 года состоялась первая масштабная ревизия текстов МСФО на русском языке. Одновременно с признанием новых текстов МСФО (IFRS) 10, 11, 12, 13 и отдельного решения КМСФО «Представление статей прочего совокупного дохода», Минфин скорректировал тексты большинства ранее принятых стандартов.

### Язык, валюта, период отчётности
Закон и подзаконные акты не содержат норм, прямо регулирующих выбор языка отчётности, функциональной валюты, валюты представления и периода отчётности. Закон прямо не запрещает составлять отчётность на иных языках, а пользователям представлять перевод, являющийся вторичным по отношению к иноязычному оригиналу. Русский язык обязателен только при представлении отчётности пользователям, перечисленным в статье 6 закона. По мнению экспертов KPMG, основанном на заключении Межведомственной рабочей группы, в этом вопросе следует руководствоваться действующим законом «О бухгалтерском учёте», который однозначно требует составлять отчётность в рублях, но не запрещает параллельный выпуск отчётности в иных валютах.
В МСФО каждая отчитывающаяся организация вправе установить период отчётности, отличающийся от календарного года. МСФО принципиально избегает слова год, используя вместо него период. В законе и принятых в его развитие подзаконных актах, напротив, используется исключительно слово год. В российской бухгалтерской практике год трактуется именно как календарный год с 1 января по 31 декабря — такое определение прямо дано в законе «О бухгалтерском учёте». Именно отчётность за календарный год регулируется законами «Об акционерных обществах» и «Об обществах с ограниченной ответственностью», именно её ожидают федеральные органы, собирающие «сводную бухгалтерскую отчётность», «сводную (консолидированную) отчётность» и т. п.
Ни закон, ни подзаконные акты не содержат разъяснений о порядке действий организаций, которые уже избрали период отчётности по МСФО, не совпадающий с календарным годом. По мнению межведомственной рабочей группы по применению МСФО, организованной Министерством финансов, «для организаций, составляющих консолидированную финансовую отчетность в соответствии с Федеральным законом „О консолидированной финансовой отчетности“, отчетным годом является календарный год. Федеральный закон „О консолидированной финансовой отчетности“ не содержит каких-либо ограничений на составление консолидированной финансовой отчетности за период, отличный от календарного года, наряду с консолидированной финансовой отчетностью за календарный год.». То же мнение в 2012 году высказывали А. Н. Борисов и эксперты KPMG. Вопрос о правомерности составления двух отчётностей МСФО с двумя различными периодами отчётности в настоящее время не решён.

### Составление, аудит, представление и публикация отчётности
Отчитывающиеся организации обязаны составить КФО, получить аудиторское заключение, и предоставить КФО пользователям до проведения годового собрания акционеров, но «не позднее 120 дней после окончания года, за который составлена данная отчетность». 28 декабря 2010 года прямая норма об обязательном ежегодном аудите организаций — субъектов закона «О консолидированной финансовой отчётности» — была включена в федеральный закон «Об аудиторской деятельности». Аудиторское заключение представляется и публикуется вместе с годовой КФО, аудит промежуточной отчётности не требуется, что соответствует сложившейся практике представления и публикации отчётности по МСФО.
Пользователи отчётности, имеющие право получать её до публикации — это участники (акционеры), Центральный Банк — для кредитных организаций и уполномоченный орган федеральной власти — для всех прочих организаций. В соответствии с решением Правительства, таким органом является Федеральная служба по финансовым рынкам. Организации обязаны публиковать годовую, но не промежуточную, отчётность в СМИ или общедоступных информационных системах (в интернете) не позднее 30 дней после дня предоставления отчётности пользователям. Комментаторы расходятся во мнении, когда же наступает крайний срок публикации: по мнению О. А. Борзуновой, 31 мая (в високосный год 1 июня), по мнению А. Н. Борисова — 1 июня (в високосный год 2 июня).
Закон не рассматривает ситуацию, когда годовое собрание акционеров отказывается утвердить бухгалтерскую отчётность — что автоматически делает неутверждённой и уже представленную отчётность по МСФО.
Закон предусматривает, но не определяет, особый порядок отчётности предприятий, выполняющих государственный оборонный заказ. Круг таких организаций определён законом «О государственном оборонном заказе». Подзаконные «Правила представления годовой консолидированной отчётности», утверждённые правительством РФ 3 марта 2012, прямо запрещают таким организациям публиковать отчётность, если её невозможно очистить от секретных сведений.

### Переходные положения
Организации — субъекты закона — обязаны представлять и публиковать КФО «начиная с отчетности за год, следующий за годом, в котором МСФО признаны для применения на территории Российской Федерации». Такое признание состоялось 25 ноября 2011 года, следовательно, организации, отчётный период которых приравнен к календарному году, должны составить первый комплект КФО по закону 208-ФЗ за период, закончившийся 31 декабря 2012 года. Закон не содержит непосредственных указаний для тех организаций, отчётный период которых не совпадает с календарным годом.
Закон предоставляет отсрочку до отчётности за 2015 отчётный год:
- Организациям, уже составляющим консолидированную финансовую отчётность по иным, отличным от МСФО, нормам. Данное положение распространяется прежде всего на крупные компании, составляющие отчётность по US GAAP и UK GAAP: «Роснефть», «Лукойл», «ТНК», «МегаФон», «АФК Система». Министр финансов А. Л. Кудрин прокомментировал это решение: «В рамках переходного периода для некоторых компаний мы разрешим до 2015 года осуществлять аудит по американским правилам. Затем они все-таки должны перейти на МСФО, но мы надеемся, что международные органы, которые осуществляют разработку МСФО, сблизят или совместят эти два вида отчетности»[24][4]
- организациям, разместившим на рынке ценных бумаг не акции (долевые инструменты), а облигации (долговые инструменты)[23].